# Nobuyuki Nishi
Nobuyuki Nishi –en japonés, 西 伸幸, Nishi Nobuyuki– (Kawasaki, 13 de julio de 1985) es un deportista japonés que compitió en esquí acrobático, especialista en la prueba de baches en paralelo.
Ganó dos medallas en el Campeonato Mundial de Esquí Acrobático, plata en 2009 y bronce en 2011.

## Medallero internacional
| Campeonato Mundial | Campeonato Mundial           | Campeonato Mundial | Campeonato Mundial |
| Año                | Lugar                        | Medalla            | Competición        |
| ------------------ | ---------------------------- | ------------------ | ------------------ |
| 2009               | Inawashiro (Japón)           | Medalla de plata   | Baches en paralelo |
| 2011               | Deer Valley (Estados Unidos) | Medalla de bronce  | Baches en paralelo |